# Julian Barlen

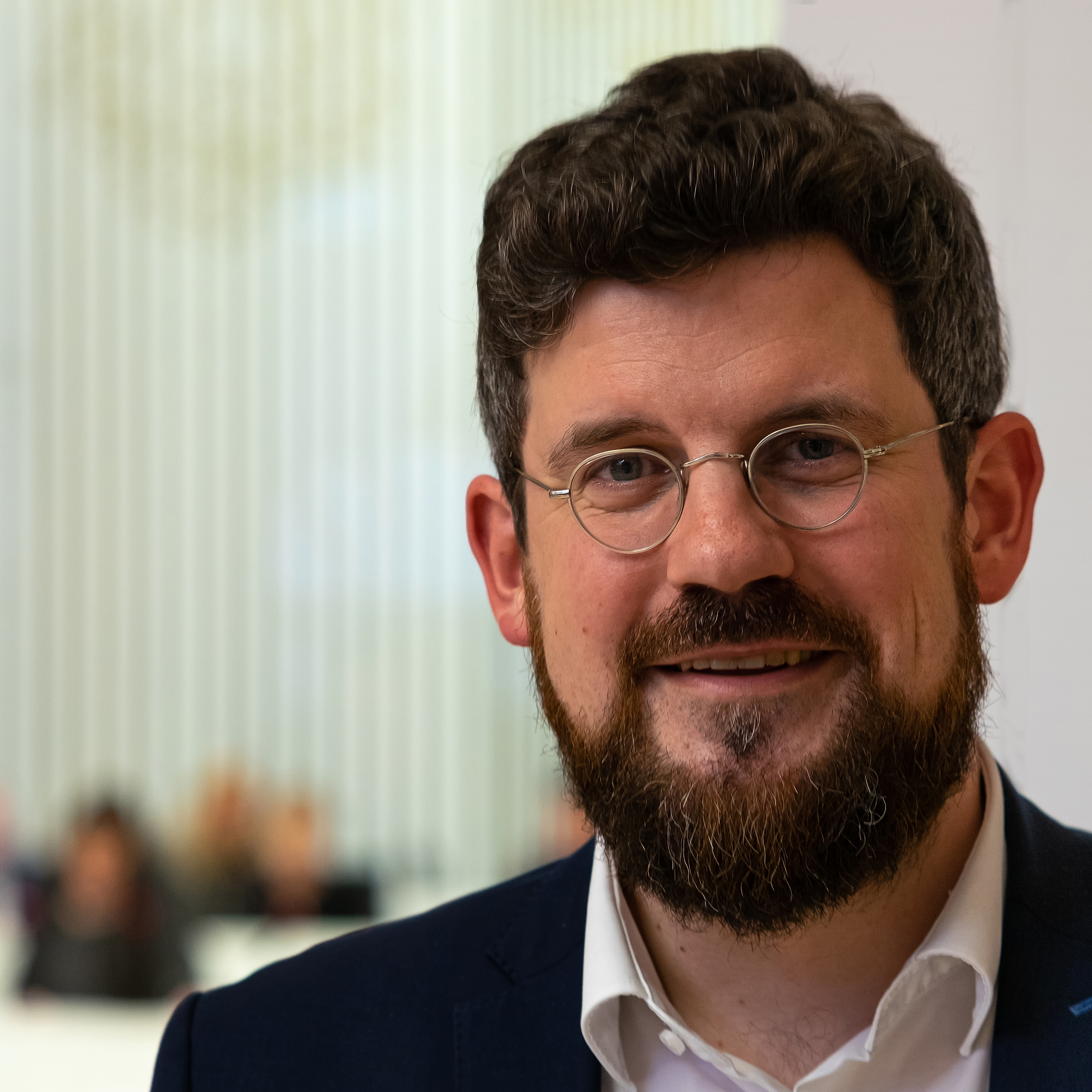
Julian Barlen 2020

Julian Barlen (* 24. Februar 1980 in Bielefeld) ist ein deutscher Politiker (SPD). Er war von 2011 bis 2016 und ist seit Mai 2019 wieder Abgeordneter im Landtag von Mecklenburg-Vorpommern. 2018 wurde er zum Generalsekretär des SPD-Landesverbands gewählt. Seit 2021 ist er Vorsitzender der SPD-Fraktion im Landtag.

## Leben und Beruf
Barlen ist in Mettingen aufgewachsen. Er ist gelernter Hotelkaufmann und beendete das Studium der Volkswirtschaftslehre an der Universität Rostock als Diplom-Volkswirt.

## Politik
Barlen arbeitete ab 2009 als Referent für Sozialpolitik bei der SPD-Landtagsfraktion Mecklenburg-Vorpommern. Er ist Mitbegründer der Internetplattform Endstation Rechts, die sich kritisch mit Rechtsextremismus auseinandersetzt. Im Wahlkampf 2011 trat er mit der von Storch Heinar gegründeten Band Storchkraft auf. Bei der Landtagswahl in Mecklenburg-Vorpommern 2011 wurde er erstmals in den Landtag gewählt. Am 1. Oktober 2011 übernahm er von Mathias Brodkorb die Leitung der Projekte Endstation Rechts und Storch Heinar.
Von Juli 2017 bis Mai 2018 bekleidete Barlen das Amt des stellvertretenden Landesvorsitzenden der SPD Mecklenburg-Vorpommern. Auf dem Sonderparteitag in Golchen am 26. Mai 2018 wurde er mit 84,4 Prozent von den Delegierten zum ersten Generalsekretär in der Geschichte des Landesverbands gewählt.
Seit Mai 2019 ist er erneut Abgeordneter des Landtages Mecklenburg-Vorpommern, nachdem die Landtagspräsidentin Sylvia Bretschneider verstorben ist. Aufgrund des Mandatsverzichts von Heinz Müller rückt Barlen in den Landtag nach. Bei der Landtagswahl in Mecklenburg-Vorpommern 2016 wurde Barlen nicht in den Landtag gewählt.
Bei der Landtagswahl 2021 trat Julian Barlen im Landtagswahlkreis Hansestadt Rostock III an, gewann diesen mit 30,6 Prozent der Erststimmen (10.646 Stimmen). Am 25. November 2021 wurde er als Nachfolger von Thomas Krüger mit 82 Prozent der Stimmen zum Vorsitzenden der SPD-Fraktion im Landtag gewählt.